# España en el Torneo femenino de fútbol en los Juegos Olímpicos 2024

## Plantel
Entrenadora:  Montse Tomé
España nombró una plantilla de 18 jugadores y 4 suplentes para el torneo del 3 de julio de 2024. 
| No. | Pos. | Jugador              | Fecha de nacimiento (edad)        | Apa. | Goles | Club              |
| --- | ---- | -------------------- | --------------------------------- | ---- | ----- | ----------------- |
| 1   | POR  | Misa Rodríguez       | 23 de julio de 1999 (25 años)     | 23   | 8     | Real Madrid       |
| 2   | DEF  | Ona Batlle           | 10 de junio de 1999 (25 años)     | 48   | 2     | Barcelona         |
| 3   | MED  | Teresa Abelleira     | 9 de enero de 2000 (24 años)      | 33   | 3     | Real Madrid       |
| 4   | DEF  | Irene Paredes        | 4 de julio de 1991 (33 años)      | 107  | 12    | Barcelona         |
| 5   | DEF  | Oihane Hernández     | 4 de mayo de 2000 (24 años)       | 23   | 1     | Real Madrid       |
| 6   | MED  | Aitana Bonmatí       | 18 de enero de 1998 (26 años)     | 64   | 25    | Barcelona         |
| 7   | DEL  | Athenea del Castillo | 24 de octubre de 2009 (14 años)   | 45   | 12    | Real Madrid       |
| 8   | DEL  | Mariona Caldentey    | 19 de marzo de 1996 (28 años)     | 73   | 26    | Barcelona         |
| 9   | DEL  | Salma Paralluelo     | 13 de noviembre de 2003 (20 años) | 26   | 12    | Barcelona         |
| 10  | DEL  | Jennifer Hermoso     | 9 de mayo de 1990 (34 años)       | 117  | 56    | Tigres UANL       |
| 11  | MED  | Alexia Putellas      | 4 de febrero de 1994 (30 años)    | 119  | 30    | Barcelona         |
| 12  | MED  | Patri Guijarro       | 17 de mayo de 1998 (26 años)      | 54   | 11    | Barcelona         |
| 13  | POR  | Cata Coll            | 23 de abril de 2001 (23 años)     | 12   | 0     | Barcelona         |
| 14  | DEF  | Laia Aleixandri      | 25 de agosto de 2000 (23 años)    | 29   | 2     | Manchester City   |
| 15  | DEL  | Eva Navarro          | 27 de enero de 2001 (23 años)     | 23   | 5     | Atlético Madrid   |
| 16  | DEF  | Laia Codina          | 22 de enero de 2000 (24 años)     | 15   | 2     | Arsenal           |
| 17  | DEL  | Lucía García         | 14 de julio de 1998 (26 años)     | 48   | 11    | Manchester United |
| 18  | DEF  | Olga Carmona         | 12 de junio de 2000 (24 años)     | 42   | 3     | Real Madrid       |
| 19  | MED  | Vicky López          | 26 de julio de 2006 (17 años)     | 4    | 0     | Barcelona         |
| 20  | DEF  | María Méndez         | 10 de abril de 2001 (23 años)     | 8    | 2     | Levante           |
| 21  | DEL  | Alba Redondo         | 27 de agosto de 1996 (27 años)    | 37   | 14    | Levante           |
| 22  | POR  | Elene Lete           | 7 de mayo de 2002 (22 años)       | 1    | 0     | Real Sociedad     |

## Participación

### Partidos
| Fecha       | Ciudad   | Instancia                        |        |                   | Resultado               |                     |          |
| ----------- | -------- | -------------------------------- | ------ | ----------------- | ----------------------- | ------------------- | -------- |
| 25 de julio | Nantes   | Fase de grupos                   | España | Bandera de España | 2:1 (1:1)               | Bandera de Japón    | Japón    |
| 28 de julio | Nantes   | Fase de grupos                   | España | Bandera de España | 1:0 (0:0)               | Bandera de Nigeria  | Nigeria  |
| 31 de julio | Burdeos  | Fase de grupos                   | Brasil | Bandera de Brasil | 0:2 (0:0)               | Bandera de España   | España   |
| 3 de agosto | Lyon     | Cuartos de final                 | España | Bandera de España | 2:2 (2:2, 0:1) (4:2 p.) | Bandera de Colombia | Colombia |
| 6 de agosto | Marsella | Semifinales                      | Brasil | Bandera de Brasil | 4:2 (2:0)               | Bandera de España   | España   |
| 9 de agosto | Lyon     | Partido por la medalla de bronce | España | Bandera de España | 0:1 (0:0)               | Bandera de Alemania | Alemania |

### Primera fase - Grupo C

#### Posiciones
| Equipo  | Pts. | PJ | PG | PE | PP | GF | GC | Dif. |
| ------- | ---- | -- | -- | -- | -- | -- | -- | ---- |
| España  | 9    | 3  | 3  | 0  | 0  | 5  | 1  | 4    |
| Japón   | 6    | 3  | 2  | 0  | 1  | 6  | 4  | 2    |
| Brasil  | 3    | 3  | 1  | 0  | 2  | 2  | 4  | –2   |
| Nigeria | 0    | 3  | 0  | 0  | 3  | 1  | 5  | –4   |

#### España vs. Japón
| 25 de julio de 2024, 17:00 | España                      | 2:1 (1:1)                | Japón      | Stade de la Beaujoire, Nantes                                                 |                                                                               |
|                            | Bonmatí 22' · Caldentey 74' | COI Reporte FIFA Reporte | Fujino 13' | Asistencia: 10 377 espectadores Árbitra: Bouchra Karboubi VAR: Jérôme Brisard | Asistencia: 10 377 espectadores Árbitra: Bouchra Karboubi VAR: Jérôme Brisard |

| 13          | Guardameta     | Cata Coll            |     |
| 2           | Defensa        | Ona Batlle           |     |
| 4           | Defensa        | Irene Paredes        |     |
| 14          | Defensa        | Laia Aleixandri      |     |
| 18          | Defensa        | Olga Carmona         | 60' |
| 12          | Centrocampista | Patri Guijarro       | 82' |
| 6           | Centrocampista | Aitana Bonmatí       |     |
| 11          | Centrocampista | Alexia Putellas      | 68' |
| 7           | Delantero      | Athenea del Castillo | 82' |
| 9           | Delantero      | Salma Paralluelo     |     |
| 8           | Delantero      | Mariona Caldentey    |     |
| Entrenadora | Entrenadora    | Montse Tomé          |     |

| 1          | Guardameta     | Ayaka Yamashita |     |
| 3          | Defensa        | Moeka Minami    |     |
| 4          | Defensa        | Saki Kumagai    |     |
| 6          | Defensa        | Tōko Koga       | 90' |
| 2          | Centrocampista | Risa Shimizu    | 68' |
| 7          | Centrocampista | Hinata Miyazawa |     |
| 15         | Centrocampista | Aoba Fujino     |     |
| 8          | Centrocampista | Kiko Seike      | 46' |
| 14         | Delantero      | Yui Hasegawa    |     |
| 11         | Delantero      | Mina Tanaka     | 80' |
| 10         | Delantero      | Fuka Nagano     |     |
| Entrenador | Entrenador     | Futoshi Ikeda   |     |

| 5  | Defensa        | Oihane Hernández | 60' |
| 10 | Delantero      | Jennifer Hermoso | 68' |
| 3  | Centrocampista | Teresa Abelleira | 82' |
| 17 | Delantero      | Lucía García     | 82' |

| 17 | Delantero | Maika Hamano   | 46' |
| 5  | Defensa   | Hana Takahashi | 68' |
| 19 | Delantero | Remina Chiba   | 80' |
| 20 | Delantero | Miyabi Moriya  | 90' |

| Anotado | 22' | Aitana Bonmatí    | 1:1 |
| Anotado | 74' | Mariona Caldentey | 2:1 |

| Anotado | 13' | Aoba Fujino | 0:1 |

| Amonestado | 11' | Patri Guijarro |
| Amonestado | 42' | Irene Paredes  |

| Árbitra             | Bouchra Karboubi |
| Árbitras asistentes | Fatiha Jermoumi  |
| Árbitras asistentes | Diana Chikotesha |
| Cuarta árbitra      | Odette Hamilton  |
| VAR                 | Jérôme Brisard   |
| Adicional VAR       | Mahmoud Ashour   |

| 13          | Guardameta     | Cata Coll            |     |
| 2           | Defensa        | Ona Batlle           |     |
| 4           | Defensa        | Irene Paredes        |     |
| 14          | Defensa        | Laia Aleixandri      |     |
| 18          | Defensa        | Olga Carmona         | 60' |
| 12          | Centrocampista | Patri Guijarro       | 82' |
| 6           | Centrocampista | Aitana Bonmatí       |     |
| 11          | Centrocampista | Alexia Putellas      | 68' |
| 7           | Delantero      | Athenea del Castillo | 82' |
| 9           | Delantero      | Salma Paralluelo     |     |
| 8           | Delantero      | Mariona Caldentey    |     |
| Entrenadora | Entrenadora    | Montse Tomé          |     |

| 1          | Guardameta     | Ayaka Yamashita |     |
| 3          | Defensa        | Moeka Minami    |     |
| 4          | Defensa        | Saki Kumagai    |     |
| 6          | Defensa        | Tōko Koga       | 90' |
| 2          | Centrocampista | Risa Shimizu    | 68' |
| 7          | Centrocampista | Hinata Miyazawa |     |
| 15         | Centrocampista | Aoba Fujino     |     |
| 8          | Centrocampista | Kiko Seike      | 46' |
| 14         | Delantero      | Yui Hasegawa    |     |
| 11         | Delantero      | Mina Tanaka     | 80' |
| 10         | Delantero      | Fuka Nagano     |     |
| Entrenador | Entrenador     | Futoshi Ikeda   |     |

| 5  | Defensa        | Oihane Hernández | 60' |
| 10 | Delantero      | Jennifer Hermoso | 68' |
| 3  | Centrocampista | Teresa Abelleira | 82' |
| 17 | Delantero      | Lucía García     | 82' |

| 17 | Delantero | Maika Hamano   | 46' |
| 5  | Defensa   | Hana Takahashi | 68' |
| 19 | Delantero | Remina Chiba   | 80' |
| 20 | Delantero | Miyabi Moriya  | 90' |

| Anotado | 22' | Aitana Bonmatí    | 1:1 |
| Anotado | 74' | Mariona Caldentey | 2:1 |

| Anotado | 13' | Aoba Fujino | 0:1 |

| Amonestado | 11' | Patri Guijarro |
| Amonestado | 42' | Irene Paredes  |

| Árbitra             | Bouchra Karboubi |
| Árbitras asistentes | Fatiha Jermoumi  |
| Árbitras asistentes | Diana Chikotesha |
| Cuarta árbitra      | Odette Hamilton  |
| VAR                 | Jérôme Brisard   |
| Adicional VAR       | Mahmoud Ashour   |

| Estadísticas      | Bandera de España | Bandera de Japón |
| Tiros             | 12                | 4                |
| Tiros a puerta    | 7                 | 2                |
| Faltas            | 15                | 2                |
| Saques de esquina | 4                 | 1                |
| Penaltis          | 0                 | 0                |
| Fueras de juego   | 1                 | 1                |
| Posesión de balón | 69%               | 31%              |

#### España vs. Nigeria
| 28 de julio de 2024, 19:00 | España       | 1:0 (0:0)                | Nigeria | Stade de la Beaujoire, Nantes                                         |                                                                       |
|                            | Putellas 85' | COI Reporte FIFA Reporte |         | Asistencia: 11 079 espectadores Árbitra: Tori Penso VAR: Paolo Valeri | Asistencia: 11 079 espectadores Árbitra: Tori Penso VAR: Paolo Valeri |

| 13          | Guardameta     | Cata Coll         |     |
| 5           | Defensa        | Oihane Hernández  | 46' |
| 4           | Defensa        | Irene Paredes     |     |
| 14          | Defensa        | Laia Aleixandri   |     |
| 2           | Defensa        | Ona Batlle        |     |
| 3           | Centrocampista | Teresa Abelleira  | 58' |
| 6           | Centrocampista | Aitana Bonmatí    |     |
| 11          | Centrocampista | Alexia Putellas   |     |
| 17          | Delantero      | Lucía García      | 46' |
| 9           | Delantero      | Salma Paralluelo  |     |
| 8           | Delantero      | Mariona Caldentey |     |
| Entrenadora | Entrenadora    | Montse Tomé       |     |

| 16         | Guardameta     | Chiamaka Nnadozie |     |
| 2          | Defensa        | Michelle Alozie   | 72' |
| 3          | Defensa        | Osinachi Ohale    |     |
| 14         | Defensa        | Demehin Blessing  |     |
| 5          | Defensa        | Chidinma Okeke    |     |
| 13         | Centrocampista | Deborah Abiodun   |     |
| 10         | Centrocampista | Christy Ucheibe   | 84' |
| 15         | Centrocampista | Rasheedat Ajibade |     |
| 7          | Centrocampista | Toni Payne        |     |
| 8          | Centrocampista | Asisat Oshoala    | 72' |
| 6          | Delantero      | Esther Okoronkwo  | 61' |
| Entrenador | Entrenador     | Randy Waldrum     |     |

| 18 | Defensa        | Olga Carmona         | 46' |
| 7  | Delantero      | Athenea del Castillo | 46' |
| 12 | Centrocampista | Patri Guijarro       | 58' |

| 18 | Delantero | Ifeoma Onumonu   | 61' |
| 4  | Defensa   | Nicole Payne     | 72' |
| 17 | Delantero | Chinwendu Ihezuo | 72' |
| 12 | Delantero | Uchenna Kanu     | 84' |

| Anotado | 85' | Alexia Putellas | 1:0 |

| Amonestado | 37' | Asisat Oshoala |

| Árbitra             | Tori Penso       |
| Árbitras asistentes | Brooke Mayo      |
| Árbitras asistentes | Kathryn Nesbitt  |
| Cuarta árbitra      | Odette Hamilton  |
| VAR                 | Paolo Valeri     |
| Adicional VAR       | Lahlou Benbraham |

| 13          | Guardameta     | Cata Coll         |     |
| 5           | Defensa        | Oihane Hernández  | 46' |
| 4           | Defensa        | Irene Paredes     |     |
| 14          | Defensa        | Laia Aleixandri   |     |
| 2           | Defensa        | Ona Batlle        |     |
| 3           | Centrocampista | Teresa Abelleira  | 58' |
| 6           | Centrocampista | Aitana Bonmatí    |     |
| 11          | Centrocampista | Alexia Putellas   |     |
| 17          | Delantero      | Lucía García      | 46' |
| 9           | Delantero      | Salma Paralluelo  |     |
| 8           | Delantero      | Mariona Caldentey |     |
| Entrenadora | Entrenadora    | Montse Tomé       |     |

| 16         | Guardameta     | Chiamaka Nnadozie |     |
| 2          | Defensa        | Michelle Alozie   | 72' |
| 3          | Defensa        | Osinachi Ohale    |     |
| 14         | Defensa        | Demehin Blessing  |     |
| 5          | Defensa        | Chidinma Okeke    |     |
| 13         | Centrocampista | Deborah Abiodun   |     |
| 10         | Centrocampista | Christy Ucheibe   | 84' |
| 15         | Centrocampista | Rasheedat Ajibade |     |
| 7          | Centrocampista | Toni Payne        |     |
| 8          | Centrocampista | Asisat Oshoala    | 72' |
| 6          | Delantero      | Esther Okoronkwo  | 61' |
| Entrenador | Entrenador     | Randy Waldrum     |     |

| 18 | Defensa        | Olga Carmona         | 46' |
| 7  | Delantero      | Athenea del Castillo | 46' |
| 12 | Centrocampista | Patri Guijarro       | 58' |

| 18 | Delantero | Ifeoma Onumonu   | 61' |
| 4  | Defensa   | Nicole Payne     | 72' |
| 17 | Delantero | Chinwendu Ihezuo | 72' |
| 12 | Delantero | Uchenna Kanu     | 84' |

| Anotado | 85' | Alexia Putellas | 1:0 |

| Amonestado | 37' | Asisat Oshoala |

| Árbitra             | Tori Penso       |
| Árbitras asistentes | Brooke Mayo      |
| Árbitras asistentes | Kathryn Nesbitt  |
| Cuarta árbitra      | Odette Hamilton  |
| VAR                 | Paolo Valeri     |
| Adicional VAR       | Lahlou Benbraham |

| Estadísticas      | Bandera de España | Bandera de Nigeria |
| Tiros             | 23                | 4                  |
| Tiros a puerta    | 6                 | 2                  |
| Faltas            | 7                 | 10                 |
| Saques de esquina | 15                | 1                  |
| Penaltis          | 0                 | 0                  |
| Fueras de juego   | 2                 | 5                  |
| Posesión de balón | 64%               | 36%                |

#### Brasil vs. España
| 31 de julio de 2024, 17:00 | Brasil | 0:2 (0:0)                | España                             | Stade de Bordeaux, Burdeos                                                 |                                                                            |
|                            |        | COI Reporte FIFA Reporte | Del Castillo 68' · Putellas 90+17' | Asistencia: 14 497 espectadores Árbitro(s): Espen Eskås VAR: Rob Dieperink | Asistencia: 14 497 espectadores Árbitro(s): Espen Eskås VAR: Rob Dieperink |

| 1          | Guardameta     | Lorena       |     |
| 2          | Defensa        | Antônia      |     |
| 3          | Defensa        | Tarciane     |     |
| 21         | Defensa        | Lauren       |     |
| 6          | Defensa        | Tamires      | 61' |
| 14         | Centrocampista | Ludmila      | 55' |
| 5          | Centrocampista | Duda Sampaio | 61' |
| 8          | Centrocampista | Vitória Yaya | 87' |
| 10         | Centrocampista | Marta        |     |
| 7          | Delantero      | Kerolin      | 61' |
| 9          | Delantero      | Adriana      |     |
| Entrenador | Entrenador     | Arthur Elias |     |

| 13          | Guardameta     | Cata Coll            | 75' |
| 2           | Defensa        | Ona Batlle           |     |
| 16          | Defensa        | Laia Codina          |     |
| 14          | Defensa        | Laia Aleixandri      |     |
| 18          | Defensa        | Olga Carmona         |     |
| 3           | Centrocampista | Teresa Abelleira     |     |
| 12          | Centrocampista | Patri Guijarro       | 59' |
| 15          | Centrocampista | Eva Navarro          | 46' |
| 7           | Delantero      | Athenea del Castillo |     |
| 10          | Delantero      | Jennifer Hermoso     | 59' |
| 17          | Delantero      | Lucía García         | 46' |
| Entrenadora | Entrenadora    | Montse Tomé          |     |

| 18 | Delantero      | Gabi Portilho | 55' |
| 13 | Defensa        | Yasmim        | 61' |
| 11 | Delantero      | Jheniffer     | 61' |
| 17 | Centrocampista | Ana Vitória   | 61' |
| 8  | Centrocampista | Vitória Yaya  | 87' |

| 9  | Delantero      | Salma Paralluelo  | 46' |
| 8  | Delantero      | Mariona Caldentey | 46' |
| 6  | Centrocampista | Aitana Bonmatí    | 59' |
| 11 | Centrocampista | Alexia Putellas   | 59' |
| 1  | Guardameta     | Misa Rodríguez    | 75' |

| Anotado | 68'    | Athenea del Castillo | 0:1 |
| Anotado | 90+17' | Alexia Putellas      | 0:2 |

| Amonestado | 81' | Arthur Elias |

| Amonestado | 84' | Montse Tomé |

| Expulsado | 45+5' | Marta |

| Árbitro             | Espen Eskås      |
| Árbitros asistentes | Jan Erik Engan   |
| Árbitros asistentes | Isaak Bashevkin  |
| Cuarta árbitra      | Jelena Cvetković |
| VAR                 | Rob Dieperink    |
| Adicional VAR       | Rodrigo Carvajal |

| 1          | Guardameta     | Lorena       |     |
| 2          | Defensa        | Antônia      |     |
| 3          | Defensa        | Tarciane     |     |
| 21         | Defensa        | Lauren       |     |
| 6          | Defensa        | Tamires      | 61' |
| 14         | Centrocampista | Ludmila      | 55' |
| 5          | Centrocampista | Duda Sampaio | 61' |
| 8          | Centrocampista | Vitória Yaya | 87' |
| 10         | Centrocampista | Marta        |     |
| 7          | Delantero      | Kerolin      | 61' |
| 9          | Delantero      | Adriana      |     |
| Entrenador | Entrenador     | Arthur Elias |     |

| 13          | Guardameta     | Cata Coll            | 75' |
| 2           | Defensa        | Ona Batlle           |     |
| 16          | Defensa        | Laia Codina          |     |
| 14          | Defensa        | Laia Aleixandri      |     |
| 18          | Defensa        | Olga Carmona         |     |
| 3           | Centrocampista | Teresa Abelleira     |     |
| 12          | Centrocampista | Patri Guijarro       | 59' |
| 15          | Centrocampista | Eva Navarro          | 46' |
| 7           | Delantero      | Athenea del Castillo |     |
| 10          | Delantero      | Jennifer Hermoso     | 59' |
| 17          | Delantero      | Lucía García         | 46' |
| Entrenadora | Entrenadora    | Montse Tomé          |     |

| 18 | Delantero      | Gabi Portilho | 55' |
| 13 | Defensa        | Yasmim        | 61' |
| 11 | Delantero      | Jheniffer     | 61' |
| 17 | Centrocampista | Ana Vitória   | 61' |
| 8  | Centrocampista | Vitória Yaya  | 87' |

| 9  | Delantero      | Salma Paralluelo  | 46' |
| 8  | Delantero      | Mariona Caldentey | 46' |
| 6  | Centrocampista | Aitana Bonmatí    | 59' |
| 11 | Centrocampista | Alexia Putellas   | 59' |
| 1  | Guardameta     | Misa Rodríguez    | 75' |

| Anotado | 68'    | Athenea del Castillo | 0:1 |
| Anotado | 90+17' | Alexia Putellas      | 0:2 |

| Amonestado | 81' | Arthur Elias |

| Amonestado | 84' | Montse Tomé |

| Expulsado | 45+5' | Marta |

| Árbitro             | Espen Eskås      |
| Árbitros asistentes | Jan Erik Engan   |
| Árbitros asistentes | Isaak Bashevkin  |
| Cuarta árbitra      | Jelena Cvetković |
| VAR                 | Rob Dieperink    |
| Adicional VAR       | Rodrigo Carvajal |

| Estadísticas      | Bandera de Brasil | Bandera de España |
| Tiros             | 4                 | 24                |
| Tiros a puerta    | 3                 | 10                |
| Faltas            | 6                 | 10                |
| Saques de esquina | 2                 | 16                |
| Penaltis          | 0                 | 0                 |
| Fueras de juego   | 0                 | 3                 |
| Posesión de balón | 45%               | 55%               |

### Cuartos de final

#### España vs. Colombia
| 3 de agosto de 2024, 17:00 | España                                     | 2:2 (2:2, 0:1) (t. s.)(4:2 p.) | Colombia                            | Stade de Lyon, Lyon                                                       |                                                                           |
|                            | Hermoso 79' · Paredes 90+7'                | COI Reporte FIFA Reporte       | Ramírez 12' · Santos 52'            | Asistencia: 10 355 espectadores Árbitra: Katia García VAR: Tatiana Guzmán | Asistencia: 10 355 espectadores Árbitra: Katia García VAR: Tatiana Guzmán |
|                            |                                            | Tiros desde el punto penal     |                                     |                                                                           |                                                                           |
|                            | Caldentey · Navarro · Paralluelo · Bonmatí |                                | Usme · Vanegas · Salazar · Carabalí |                                                                           |                                                                           |

| 13          | Guardameta     | Cata Coll            |     |
| 2           | Defensa        | Ona Batlle           |     |
| 4           | Defensa        | Irene Paredes        |     |
| 14          | Defensa        | Laia Aleixandri      | 78' |
| 18          | Defensa        | Olga Carmona         | 65' |
| 12          | Centrocampista | Patri Guijarro       | 52' |
| 6           | Centrocampista | Aitana Bonmatí       |     |
| 11          | Centrocampista | Alexia Putellas      | 65' |
| 7           | Delantero      | Athenea del Castillo | 78' |
| 9           | Delantero      | Salma Paralluelo     |     |
| 8           | Delantero      | Mariona Caldentey    |     |
| Entrenadora | Entrenadora    | Montse Tomé          |     |

| 12         | Guardameta     | Katherine Tapia  |       |
| 17         | Defensa        | Carolina Arias   |       |
| 3          | Defensa        | Daniela Arias    |       |
| 16         | Defensa        | Jorelyn Carabalí |       |
| 2          | Defensa        | Manuela Vanegas  |       |
| 8          | Centrocampista | Marcela Restrepo | 98'   |
| 11         | Centrocampista | Catalina Usme    |       |
| 7          | Centrocampista | Manuela Paví     | 45+2' |
| 10         | Centrocampista | Leicy Santos     | 86'   |
| 18         | Centrocampista | Linda Caicedo    | 66'   |
| 9          | Delantero      | Mayra Ramírez    | 86'   |
| Entrenador | Entrenador     | Ángelo Marsiglia |       |

| 3  | Centrocampista | Teresa Abelleira | 52' |
| 10 | Delantero      | Jennifer Hermoso | 65' |
| 21 | Delantero      | Alba Redondo     | 65' |
| 15 | Delantero      | Eva Navarro      | 78' |
| 16 | Defensa        | Laia Codina      | 78' |

| 13 | Centrocampista | Ilana Izquierdo  | 45+2' |
| 6  | Centrocampista | Daniela Montoya  | 66'   |
| 15 | Centrocampista | Liana Salazar    | 86'   |
| 4  | Defensa        | Daniela Caracas  | 86'   |
| 5  | Defensa        | Yirleidis Minota | 98'   |

| Anotado | 79'   | Jennifer Hermoso | 1:2 |
| Anotado | 90+7' | Irene Paredes    | 2:2 |

| Anotado | 12' | Mayra Ramírez | 0:1 |
| Anotado | 52' | Leicy Santos  | 0:2 |

|                   |                  | 0:0 | Fallo de penal (atajado)  | Catalina Usme    |
| Mariona Caldentey | Acierto de penal | 1:0 |                           |                  |
|                   |                  | 1:1 | Acierto de penal          | Manuela Vanegas  |
| Eva Navarro       | Acierto de penal | 2:1 |                           |                  |
|                   |                  | 2:1 | Fallo de penal (desviado) | Liana Salazar    |
| Salma Paralluelo  | Acierto de penal | 3:1 |                           |                  |
|                   |                  | 3:2 | Acierto de penal          | Jorelyn Carabalí |
| Aitana Bonmatí    | Acierto de penal | 4:2 |                           |                  |

| Amonestado | 8' | Vitória Yaya |

| Amonestado | 30' | Laia Aleixandri |

| Árbitra             | Katia García      |
| Árbitras asistentes | Sandra Ramírez    |
| Árbitras asistentes | Karen Díaz        |
| Cuarta árbitra      | Kim Yu-jeong      |
| VAR                 | Tatiana Guzmán    |
| Adicionales VAR     | Guillermo Pacheco |
| Adicionales VAR     | Sivakorn Pu-udom  |

| 13          | Guardameta     | Cata Coll            |     |
| 2           | Defensa        | Ona Batlle           |     |
| 4           | Defensa        | Irene Paredes        |     |
| 14          | Defensa        | Laia Aleixandri      | 78' |
| 18          | Defensa        | Olga Carmona         | 65' |
| 12          | Centrocampista | Patri Guijarro       | 52' |
| 6           | Centrocampista | Aitana Bonmatí       |     |
| 11          | Centrocampista | Alexia Putellas      | 65' |
| 7           | Delantero      | Athenea del Castillo | 78' |
| 9           | Delantero      | Salma Paralluelo     |     |
| 8           | Delantero      | Mariona Caldentey    |     |
| Entrenadora | Entrenadora    | Montse Tomé          |     |

| 12         | Guardameta     | Katherine Tapia  |       |
| 17         | Defensa        | Carolina Arias   |       |
| 3          | Defensa        | Daniela Arias    |       |
| 16         | Defensa        | Jorelyn Carabalí |       |
| 2          | Defensa        | Manuela Vanegas  |       |
| 8          | Centrocampista | Marcela Restrepo | 98'   |
| 11         | Centrocampista | Catalina Usme    |       |
| 7          | Centrocampista | Manuela Paví     | 45+2' |
| 10         | Centrocampista | Leicy Santos     | 86'   |
| 18         | Centrocampista | Linda Caicedo    | 66'   |
| 9          | Delantero      | Mayra Ramírez    | 86'   |
| Entrenador | Entrenador     | Ángelo Marsiglia |       |

| 3  | Centrocampista | Teresa Abelleira | 52' |
| 10 | Delantero      | Jennifer Hermoso | 65' |
| 21 | Delantero      | Alba Redondo     | 65' |
| 15 | Delantero      | Eva Navarro      | 78' |
| 16 | Defensa        | Laia Codina      | 78' |

| 13 | Centrocampista | Ilana Izquierdo  | 45+2' |
| 6  | Centrocampista | Daniela Montoya  | 66'   |
| 15 | Centrocampista | Liana Salazar    | 86'   |
| 4  | Defensa        | Daniela Caracas  | 86'   |
| 5  | Defensa        | Yirleidis Minota | 98'   |

| Anotado | 79'   | Jennifer Hermoso | 1:2 |
| Anotado | 90+7' | Irene Paredes    | 2:2 |

| Anotado | 12' | Mayra Ramírez | 0:1 |
| Anotado | 52' | Leicy Santos  | 0:2 |

|                   |                  | 0:0 | Fallo de penal (atajado)  | Catalina Usme    |
| Mariona Caldentey | Acierto de penal | 1:0 |                           |                  |
|                   |                  | 1:1 | Acierto de penal          | Manuela Vanegas  |
| Eva Navarro       | Acierto de penal | 2:1 |                           |                  |
|                   |                  | 2:1 | Fallo de penal (desviado) | Liana Salazar    |
| Salma Paralluelo  | Acierto de penal | 3:1 |                           |                  |
|                   |                  | 3:2 | Acierto de penal          | Jorelyn Carabalí |
| Aitana Bonmatí    | Acierto de penal | 4:2 |                           |                  |

| Amonestado | 8' | Vitória Yaya |

| Amonestado | 30' | Laia Aleixandri |

| Árbitra             | Katia García      |
| Árbitras asistentes | Sandra Ramírez    |
| Árbitras asistentes | Karen Díaz        |
| Cuarta árbitra      | Kim Yu-jeong      |
| VAR                 | Tatiana Guzmán    |
| Adicionales VAR     | Guillermo Pacheco |
| Adicionales VAR     | Sivakorn Pu-udom  |

| Estadísticas      | Bandera de España | Bandera de Colombia |
| Tiros             | 32                | 7                   |
| Tiros a puerta    | 9                 | 5                   |
| Faltas            | 10                | 11                  |
| Saques de esquina | 14                | 2                   |
| Penaltis          | 0                 | 0                   |
| Fueras de juego   | 2                 | 2                   |
| Posesión de balón | 61%               | 39%                 |

### Semifinales

#### Brasil vs. España
| 6 de agosto de 2024, 21:00 | Brasil                                                                | 4:2 (2:0)                | España                                      | Stade de Marseille, Marsella                                               |                                                                            |
|                            | Paredes 6' (a.g.) · Gabi Portilho 45+4' · Adriana 72' · Kerolin 90+1' | COI Reporte FIFA Reporte | Duda Sampaio 85' (a.g.) · Paralluelo 90+12' | Asistencia: 14 201 espectadores Árbitra: Rebecca Welch VAR: Jérôme Brisard | Asistencia: 14 201 espectadores Árbitra: Rebecca Welch VAR: Jérôme Brisard |

| 1          | Guardameta     | Lorena        |     |
| 15         | Defensa        | Thais         |     |
| 21         | Defensa        | Lauren        | 76' |
| 3          | Defensa        | Tarciane      |     |
| 14         | Centrocampista | Ludmila       | 56' |
| 20         | Centrocampista | Angelina      | 56' |
| 8          | Centrocampista | Vitória Yaya  |     |
| 13         | Centrocampista | Yasmin        |     |
| 19         | Delantero      | Priscila      | 76' |
| 18         | Delantero      | Gabi Portilho |     |
| 11         | Delantero      | Jheniffer     | 69' |
| Entrenador | Entrenador     | Arthur Elias  |     |

| 13          | Guardameta     | Cata Coll         |     |
| 2           | Defensa        | Ona Batlle        |     |
| 4           | Defensa        | Irene Paredes     | 51' |
| 16          | Defensa        | Laia Codina       | 77' |
| 18          | Defensa        | Olga Carmona      | 46' |
| 3           | Centrocampista | Teresa Abelleira  | 64' |
| 6           | Centrocampista | Aitana Bonmatí    |     |
| 10          | Centrocampista | Jennifer Hermoso  |     |
| 15          | Delantero      | Eva Navarro       | 46' |
| 9           | Delantero      | Salma Paralluelo  |     |
| 8           | Delantero      | Mariona Caldentey |     |
| Entrenadora | Entrenadora    | Montse Tomé       |     |

| 9  | Delantero      | Adriana      | 56' |
| 5  | Centrocampista | Duda Sampaio | 56' |
| 17 | Centrocampista | Ana Vitória  | 69' |
| 16 | Delantero      | Gabi Nunes   | 76' |
| 7  | Delantero      | Kerolin      | 76' |

| 5  | Defensa        | Oihane Hernández     | 46' |
| 7  | Delantero      | Athenea del Castillo | 46' |
| 14 | Defensa        | Laia Aleixandri      | 51' |
| 12 | Centrocampista | Patri Guijarro       | 64' |
| 11 | Centrocampista | Alexia Putellas      | 77' |

| Anotado · Autogol | 6'    | Irene Paredes | 1:0 |
| Anotado           | 45+4' | Gabi Portilho | 2:0 |
| Anotado           | 72'   | Adriana       | 3:0 |
| Anotado           | 90+1' | Kerolin       | 4:1 |

| Anotado · Autogol | 85'    | Duda Sampaio     | 3:1 |
| Anotado           | 90+12' | Salma Paralluelo | 4:2 |

| Amonestado | 90'   | Gabi Portilho |
| Amonestado | 90+8' | Adriana       |

| Amonestado | 45+3' | Teresa Abelleira |
| Amonestado | 90'   | Cata Coll        |

| Árbitra             | Rebecca Welch     |
| Árbitras asistentes | Emily Carney      |
| Árbitras asistentes | Franca Overtoom   |
| Cuarta árbitra      | Yoshimi Yamashita |
| VAR                 | Jérôme Brisard    |
| Adicionales VAR     | Rodrigo Carvajal  |
| Adicionales VAR     | Rob Dieperink     |

| 1          | Guardameta     | Lorena        |     |
| 15         | Defensa        | Thais         |     |
| 21         | Defensa        | Lauren        | 76' |
| 3          | Defensa        | Tarciane      |     |
| 14         | Centrocampista | Ludmila       | 56' |
| 20         | Centrocampista | Angelina      | 56' |
| 8          | Centrocampista | Vitória Yaya  |     |
| 13         | Centrocampista | Yasmin        |     |
| 19         | Delantero      | Priscila      | 76' |
| 18         | Delantero      | Gabi Portilho |     |
| 11         | Delantero      | Jheniffer     | 69' |
| Entrenador | Entrenador     | Arthur Elias  |     |

| 13          | Guardameta     | Cata Coll         |     |
| 2           | Defensa        | Ona Batlle        |     |
| 4           | Defensa        | Irene Paredes     | 51' |
| 16          | Defensa        | Laia Codina       | 77' |
| 18          | Defensa        | Olga Carmona      | 46' |
| 3           | Centrocampista | Teresa Abelleira  | 64' |
| 6           | Centrocampista | Aitana Bonmatí    |     |
| 10          | Centrocampista | Jennifer Hermoso  |     |
| 15          | Delantero      | Eva Navarro       | 46' |
| 9           | Delantero      | Salma Paralluelo  |     |
| 8           | Delantero      | Mariona Caldentey |     |
| Entrenadora | Entrenadora    | Montse Tomé       |     |

| 9  | Delantero      | Adriana      | 56' |
| 5  | Centrocampista | Duda Sampaio | 56' |
| 17 | Centrocampista | Ana Vitória  | 69' |
| 16 | Delantero      | Gabi Nunes   | 76' |
| 7  | Delantero      | Kerolin      | 76' |

| 5  | Defensa        | Oihane Hernández     | 46' |
| 7  | Delantero      | Athenea del Castillo | 46' |
| 14 | Defensa        | Laia Aleixandri      | 51' |
| 12 | Centrocampista | Patri Guijarro       | 64' |
| 11 | Centrocampista | Alexia Putellas      | 77' |

| Anotado · Autogol | 6'    | Irene Paredes | 1:0 |
| Anotado           | 45+4' | Gabi Portilho | 2:0 |
| Anotado           | 72'   | Adriana       | 3:0 |
| Anotado           | 90+1' | Kerolin       | 4:1 |

| Anotado · Autogol | 85'    | Duda Sampaio     | 3:1 |
| Anotado           | 90+12' | Salma Paralluelo | 4:2 |

| Amonestado | 90'   | Gabi Portilho |
| Amonestado | 90+8' | Adriana       |

| Amonestado | 45+3' | Teresa Abelleira |
| Amonestado | 90'   | Cata Coll        |

| Árbitra             | Rebecca Welch     |
| Árbitras asistentes | Emily Carney      |
| Árbitras asistentes | Franca Overtoom   |
| Cuarta árbitra      | Yoshimi Yamashita |
| VAR                 | Jérôme Brisard    |
| Adicionales VAR     | Rodrigo Carvajal  |
| Adicionales VAR     | Rob Dieperink     |

| Estadísticas      | Bandera de Brasil | Bandera de España |
| Tiros             | 16                | 17                |
| Tiros a puerta    | 7                 | 8                 |
| Faltas            | 10                | 8                 |
| Saques de esquina | 2                 | 13                |
| Penaltis          | 0                 | 0                 |
| Fueras de juego   | 1                 | 0                 |
| Posesión de balón | 32%               | 68%               |

### Partido por la medalla de bronce

#### España vs. Alemania
| 9 de agosto de 2024, 15:00 | España | 0:1 (0:0)                | Alemania         | Stade de Lyon, Lyon                                                        |                                                                            |
|                            |        | COI Reporte FIFA Reporte | Gwinn 65' (pen.) | Asistencia: 10 995 espectadores Árbitra: Katia García VAR: Khamis Al-Marri | Asistencia: 10 995 espectadores Árbitra: Katia García VAR: Khamis Al-Marri |

| 13          | Guardameta     | Cata Coll            |     |
| 2           | Defensa        | Ona Batlle           |     |
| 16          | Defensa        | Laia Codina          | 85' |
| 14          | Defensa        | Laia Aleixandri      |     |
| 5           | Defensa        | Oihane Hernández     | 72' |
| 3           | Centrocampista | Teresa Abelleira     | 85' |
| 6           | Centrocampista | Aitana Bonmatí       |     |
| 11          | Centrocampista | Alexia Putellas      |     |
| 7           | Delantero      | Athenea del Castillo | 72' |
| 9           | Delantero      | Salma Paralluelo     |     |
| 10          | Delantero      | Jennifer Hermoso     |     |
| Entrenadora | Entrenadora    | Montse Tomé          |     |

| 12         | Guardameta     | Ann-Katrin Berger |       |
| 2          | Defensa        | Sarai Linder      |       |
| 3          | Defensa        | Kathrin Hendrich  |       |
| 5          | Defensa        | Marina Hegering   |       |
| 19         | Defensa        | Felicitas Rauch   |       |
| 15         | Centrocampista | Giulia Gwinn      | 90+6' |
| 11         | Centrocampista | Alexandra Popp    |       |
| 6          | Centrocampista | Janina Minge      |       |
| 17         | Centrocampista | Klara Bühl        | 46'   |
| 9          | Delantero      | Sjoeke Nüsken     |       |
| 16         | Delantero      | Jule Brand        |       |
| Entrenador | Entrenador     | Horst Hrubesch    |       |

| 8  | Delantero      | Mariona Caldentey | 72' |
| 18 | Defensa        | Olga Carmona      | 72' |
| 12 | Centrocampista | Patri Guijarro    | 85' |
| 17 | Delantero      | Lucía García      | 85' |

| 7  | Delantero | Lea Schüller  | 46'   |
| 13 | Defensa   | Sara Doorsoun | 90+6' |

| Anotado · Penal | 65' | Giulia Gwinn | 0:1 |

| Amonestado | 63' | Cata Coll |

| Árbitra             | Katia García      |
| Árbitras asistentes | Sandra Ramírez    |
| Árbitras asistentes | Karen Díaz        |
| Cuarta árbitra      | Tori Penso        |
| VAR                 | Khamis Al-Marri   |
| Adicionales VAR     | Daiane Muniz      |
| Adicionales VAR     | Guillermo Pacheco |

| 13          | Guardameta     | Cata Coll            |     |
| 2           | Defensa        | Ona Batlle           |     |
| 16          | Defensa        | Laia Codina          | 85' |
| 14          | Defensa        | Laia Aleixandri      |     |
| 5           | Defensa        | Oihane Hernández     | 72' |
| 3           | Centrocampista | Teresa Abelleira     | 85' |
| 6           | Centrocampista | Aitana Bonmatí       |     |
| 11          | Centrocampista | Alexia Putellas      |     |
| 7           | Delantero      | Athenea del Castillo | 72' |
| 9           | Delantero      | Salma Paralluelo     |     |
| 10          | Delantero      | Jennifer Hermoso     |     |
| Entrenadora | Entrenadora    | Montse Tomé          |     |

| 12         | Guardameta     | Ann-Katrin Berger |       |
| 2          | Defensa        | Sarai Linder      |       |
| 3          | Defensa        | Kathrin Hendrich  |       |
| 5          | Defensa        | Marina Hegering   |       |
| 19         | Defensa        | Felicitas Rauch   |       |
| 15         | Centrocampista | Giulia Gwinn      | 90+6' |
| 11         | Centrocampista | Alexandra Popp    |       |
| 6          | Centrocampista | Janina Minge      |       |
| 17         | Centrocampista | Klara Bühl        | 46'   |
| 9          | Delantero      | Sjoeke Nüsken     |       |
| 16         | Delantero      | Jule Brand        |       |
| Entrenador | Entrenador     | Horst Hrubesch    |       |

| 8  | Delantero      | Mariona Caldentey | 72' |
| 18 | Defensa        | Olga Carmona      | 72' |
| 12 | Centrocampista | Patri Guijarro    | 85' |
| 17 | Delantero      | Lucía García      | 85' |

| 7  | Delantero | Lea Schüller  | 46'   |
| 13 | Defensa   | Sara Doorsoun | 90+6' |

| Anotado · Penal | 65' | Giulia Gwinn | 0:1 |

| Amonestado | 63' | Cata Coll |

| Árbitra             | Katia García      |
| Árbitras asistentes | Sandra Ramírez    |
| Árbitras asistentes | Karen Díaz        |
| Cuarta árbitra      | Tori Penso        |
| VAR                 | Khamis Al-Marri   |
| Adicionales VAR     | Daiane Muniz      |
| Adicionales VAR     | Guillermo Pacheco |

| Estadísticas      | Bandera de España | Bandera de Alemania |
| Tiros             | 14                | 7                   |
| Tiros a puerta    | 7                 | 5                   |
| Faltas            | 9                 | 11                  |
| Saques de esquina | 3                 | 2                   |
| Penaltis          | 1                 | 1                   |
| Fueras de juego   | 1                 | 1                   |
| Posesión de balón | 59%               | 41%                 |